# Studentengesangverein Zürich
Der Studentengesangverein Zürich (StGVZ), umgangssprachlich auch Zürcher Singstudenten genannt, ist eine Schweizer Studentenverbindung in Zürich. Der Studentengesangverein (StGV) wurde als eine der ältesten Zürcher Hochschulverbindungen 1849 offiziell gegründet und stellt den offiziellen Chor von Universität und ETH Zürich. Im Mittelpunkt der Aktivitäten des StGV steht die Pflege von Gesang, Freundschaft und Geselligkeit, gemäss der Devise des StGV "Mein Lebenslauf ist Lieb und Lust und lauter Liederklang!". Das gesangliche Repertoire reicht von klassischen Studentenliedern über moderne Stücke bis hin zu Chorwerken aus verschiedenen Opern und Operetten.

## Couleur
Mütze: Schwarze Tellermütze mit silberner Perkussion, oft mit Zirkel bestickt. Alte Herren teilweise auch mit Tönnchen.
Farbenband: Blau-Weiss-Blau mit silberner Perkussion (Burschen- und Fuxenband sind identisch).

## Fechten
Der Studentengesangverein Zürich ist freischlagend, d. h. das studentische Fechten von Mensuren ist freiwillig. Innerhalb des Studentengesangvereines Zürich gibt es den 1889 gegründeten Fechtclub der Zürcher Singstudenten (StGV!-FC!). Seit 1931 ist der Fechtclub Mitglied des Schweizerischen Waffenrings (SWR); der Fechtclub verpflichtet seine Mitglieder zu honorigem Umgang und zur unbedingten Satisfaktion. Der Waffenspruch des FC! lautet: Neminem time, neminem laede.

## Geschichte
Die ersten Vorläufer des Studentengesangvereins Zürich reichen bis ins Jahr 1818 zurück. Zur Vorbereitung der Dreihundertjahrfeier der zürcherischen Reformation wurde 1818 die Singgesellschaft der Studenten gegründet, deren Aktivitäten 1827 wieder verebbten. Der Studentengesangverein Zürich wurde das erste Mal in der Regenerationszeit 1839 von Wilhelm Baumgartner gegründet, doch verebbten die Aktivitäten des Vereins stark, als der Gründungsdirigent 1842 Zürich für ein paar Jahre verliess. Eine erneute Konsolidierung und zweite Gründung des Studentengesangvereins (StGV) durch Baumgartner folgte erst Anfang 1849, weshalb der 22. Januar 1849 als offizieller Geburts- und Stiftungstag gilt, an welchem alljährlich ein kleines Stiftungsfest gefeiert wird. Der Studentengesangverein Zürich hat seither ohne Unterbruch aktive Studenten als Mitglieder. Die Mitglieder des StGV waren zu Beginn hauptsächlich Mitglieder anderer Studentenverbindungen und weitere sangesfreudige Studenten. Öffentliche Gesangsauftritte und Konzerte wurden von Anbeginn gegeben. Der StGV trat alsbald dem Eidgenössischen Sängerverein bei und konnte nun auch an allen Eidgenössischen Sängerfesten konkurrieren, u. a. mit Werken von Wilhelm Baumgartner/Gottfried Keller. Gottfried Keller war ein persönlicher Freund Baumgartners und häufiger Gast beim StGV.  Am Dies academicus der Universität Zürich, an "Sängerfahrten" und an anderen regionalen und nationalen Konzerten wurde ebenso gesungen – bis heute.
1862 gab sich der StGV seine ersten Statuten, welche dem Verein Organisation und inneren Halt verliehen. Nach Wilhelm Baumgartner folgte 1866 Karl Attenhofer als Direktor (Dirigent) des StGV. Am 25. Oktober 1891 beging Attenhofer sein 25-jähriges Dienstjubiläum als Chorleiter.
1869 wird der StGV von der allgemeinen Studentenversammlung als eine geschlossene Korporation anerkannt (s. a. Lebensbundprinzip), und die Teilnahme Angehöriger anderer Verbindungen, die bis dahin die meisten Sänger ausmachten, verebbte.
1871 wurde der Polytechnikergesangverein wieder einverleibt, der sich 1858 vom StGV abgespalten hatte. In den kommenden zehn Jahren wandelte sich der StGV zu einer geachteten Studentenverbindung mit Burschen und Fuxen (1875), Biercomment (1877), Alten Herren (1879) usw.
1887 wurde die Frage der Farben (oder Couleur) und des Zirkels des StGV nicht zum ersten Mal, aber nun endgültig geregelt (siehe Tabelle Basisdaten oben). 1895 ebenso die Details zu den Mützen und der Vollwichse. Eine detaillierte schriftliche Regelung des Farbentragens (Farbencomment) erfolgte aber erst 1937.
1889 wurde der Fechtclub des StGV gegründet (siehe Abschnitt Fechten unten).
1913 bis 1917 übernahm Volkmar Andreae als Direktor die Leitung der Zürcher Singstudenten. Ihm folgten 1917 Otto Uhlmann, 1923 Hans Lavater. Ebenso 1923 erschien das erste Liederbuch der Zürcher und Berner Singstudenten, eine Gemeinschaftsproduktion der beiden Verbindungen, die schon immer grosse Übereinstimmung in ihrem Liedgut besassen.
Ab 1949 wurde die umgangssprachliche Bezeichnung Zürcher Singstudenten für den Studentengesangverein Zürich offiziell akzeptiert.
Ab 1959 bis 1968 leitete Ernst Hess als Direktor des StGV dessen musikalische Weiterentwicklung und wurde 1968 durch Ladislaus "Lazi" Rybach abgelöst. Diesem folgte 1989 Lukas Reinitzer, welcher erstmals die Berner und die Zürcher Singstudenten gemeinsam dirigierte. Seit 1997 ist Martin Baur der Direktor (Dirigent) der Zürcher Singstudenten.

## Aufbau, Aktivitäten, Charakter

### Aufbau
Seine Mitglieder rekrutiert der StGVZ aus Studenten der Universität Zürich, der Eidgenössischen Technischen Hochschule Zürich (ETH Zürich) und seit 2003 (im Zuge des Bologna-Prozesses) auch von Studenten der Zürcher Fachhochschule. Der StGVZ ist eine reine Männerverbindung.
Der StGV organisiert sich traditionsgemäss wie andere Studentenverbindungen in einem Altherrenverband und einer Aktivitas. Die Aktivitas wiederum organisiert sich in den Gruppen Fuxenstall, Burschensalon und Altaktive/Inaktive (s. a. Aufbau einer Studentenverbindung). Weitere Elemente sind z. B. die Bierfamilien, der Fechtclub (siehe Abschnitt Fechten unten) oder die Kantonal-Sektionen des Altherrenverbandes.

### Aktivitäten
Die wichtigsten Aktivitäten des StGV sind:
- Wöchentlicher Allgemeiner Convent während des Semesters. Ebenso weitere wöchentliche Aktivitäten wie Kneipe, Fuxenabend (gemeinsame Ausflüge) oder Fuxenstunde. Weiter natürlich die obligate Gesangsprobe.
- Anlässe mit Damen wie die jährliche Maifahrt (an welchem auch schon Gottfried Keller gerne teilnahm) oder dem Familienball
- Regelmässige Kommerse und Kneipen u. a. auch mit anderen Verbindungen
- Chorgesang (vierstimmiger Männerchor) mit Werken von Mozart, Bach, Verdi, Wagner, von Weber, Lehár und vielen mehr,  genauso wie klassische und moderne Studentenlieder, Opern und Operetten
- Regelmässige Auftritte an Gesangsfesten, Chorwettbewerben oder  Sängerfesten, an denen manche Auszeichnung ersungen wurde
- 1879 wurde zum ersten Mal am 30. April um Mitternacht auf dem Lindenhof der Mai eingesungen und dieser Brauch hat sich bis heute erhalten und wird  in den einschlägigen Veranstaltungskalendern aufgeführt.
- Am jährlichen Sechseläuten-Umzug offeriert der StGV seit 1897 an der Schifflände den durstigen Zünftern Bier. Im Gegenzug darf er bei befreundeten Zünften abends auch am sog. Auszug teilnehmen (als sog. Zunft zum keuschen Lilienstengel).

### Charakter
Der StGV zeichnet sich unter anderem dadurch aus, dass er in Bezug auf Politik und Religion seit jeher strengste Neutralität wahrt und dies in seinen Grundsätzen auch so verankert hat. Toleranz ist ein allgemein gültiges Gebot. Schalk und Witz werden aktiv gepflegt. Offene Diskussionen, Selbstveränderung und Selbstkritik sind institutionalisiert und schützen gegen geistige Verkrustung und Stillstand. "Gegen absolute Abstinenzler hegen wir ein gewisses Misstrauen. [...] Wie sehr wir dem tierischen Ernst verbunden sind, mag unsere Devise aufzeigen. Während viele Verbindungen Vaterland, Mannhaftigkeit, Tapferkeit und andere Ideale wählten, bekennen wir Singstudenten uns zu dem Leitspruch:
Mein Lebenslauf ist Lieb und Lust und lauter Liederklang!" (Name des Couleurkantus/Farbenlieds des StGV).

## Verbindungshaus

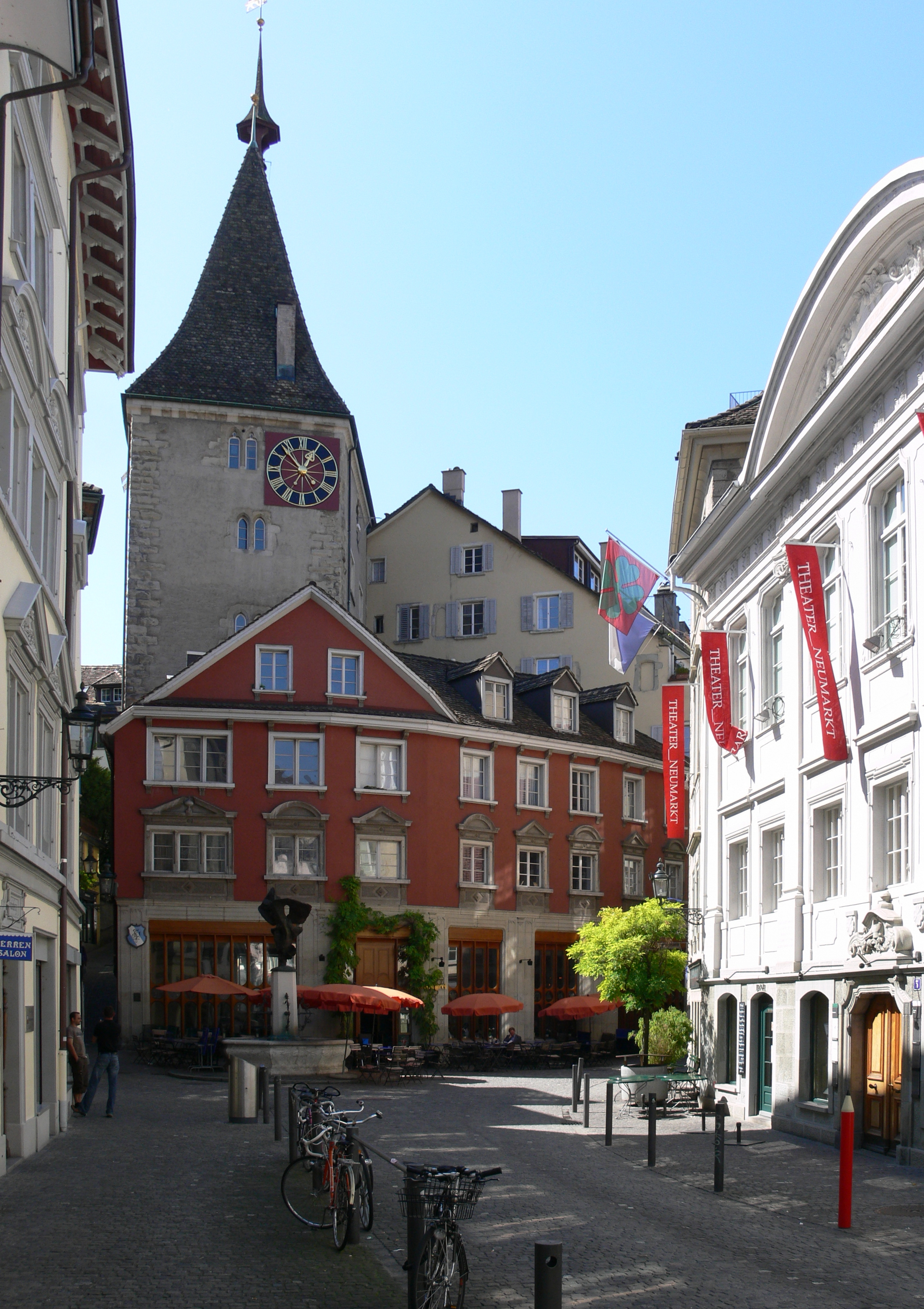
Die Kantorei (das rote Gebäude)

Das Verbindungshaus des StGV ist seit 1966 die Kantorei an der Ecke Neumarkt und Spiegelgasse in Zürich. Das Haus beherbergt auch das gleichnamige Restaurant und im obersten Stock fünf Studentenbuden, die sog. Belétage. Das Haus gehört dem Verein Verbindungshaus der Zürcher Singstudenten (VVZS) und wird von diesem verwaltet.